# 번 레이트
번 레이트는 미국에서 만들어진 카드 게임이다. 닷컴붐 시대의 벤처기업의 흥망성쇠를 블랙유머로 그리고 있다.

## 규칙

### 준비
1. 직원 카드는 종류별로 섞어서 앞면이 안보이게 뒤집어 쌓아 놓는다.
2. 계약직 카드는 앞면이 보이도록 쌓아놓는다.
3. 액션 카드는 잘 섞어서 각자 6장씩 나눈다.
4. 선을 정하고 직원 카드의 맨 윗장을 펼쳐서 놓은 다음, 직업 카드에서 맨 윗장을 가져간다. 다음 사람을 위해 맨 윗 장을 펼쳐서 카드 더미에 얹어 놓는다.
5. 모든 사람이 직원 카드를 4장씩 가져 가면 액션 카드를 6장씩 나눠 갖고 게임을 시작한다.
6. 자본은 100점으로 시작한다.(4명일 경우 80점)

### 직원 정렬
1. 직원은 재정, 인사, 영업, 개발의 네 분야 중 하나에 속한다.
2. 한 분야의 직원들은 맨 밑의 월급이 보이도록 겹쳐서 놓는다.
3. 한 분야의 직원중 가장 능력이 높은 사람을 임의로 팀장이라 부르며 제일 위에 놓는데, 만일 부사장이 존재한다면 부사장은 반드시 팀장이 된다.
4. 팀의 능력은 팀장만을 사용한다. 팀장을 제외한 나머지 팀원들은 월급만 축낸다.
5. 같은 분야에 두 사람의 부사장이 존재할 수 없다. 부사장이 한 명 존재하면 그 분야에는 다른 부사장을 채용할 수 없다.
6. 개발팀은 매니저나 부사장만 팀장이 될 수 있으며, 이들은 관리만 할 뿐 개발을 하지 않는다.

### 놀이
1. 자기 차례가 되면 1~4장까지의 액션 카드를 사용하거나 1~4장까지의 액션 카드를 버릴 수 있다. 한 장이라도 사용하면 버릴 수 없다.
2. 액션 카드의 그림 테두리가 네모난 것과 오각형인 것이 있는데, 네모난 것은 자신에게 사용하는 것이고 오각형인 것은 원하는 상대에게 사용하는 것이다.
3. 액션 카드의 테두리 색은 사용할 때 적용되는 직원의 분야를 표시한다.
4. 액션 카드를 사용할 때에는 테두리 색과 능력치를 보고 대상이 가지고 있는 직원이 그 능력치에 해당하면 사용할 수 있다.
5. 자기 차례가 끝나면 6장이 되도록 액션 카드를 가져온다.
6. 자기 직원들의 월급을 모두 더해서 자본금에서 뺀다.
7. 자본금이 0 미만이 되면 게임에서 빠진다. 맨 마지막으로 남는 사람이 승자이다.

## 도움말
- 좋은 액션 카드가 없으면 많이 버려서 새 카드를 받는 것이 좋을 수도 있다.
- 견제가 쉬운 게임이므로 섣불리 선두를 달려서는 위험하다. 2등을 노리자.
- 부사장 카드를 조심하자.